# Barret de banya

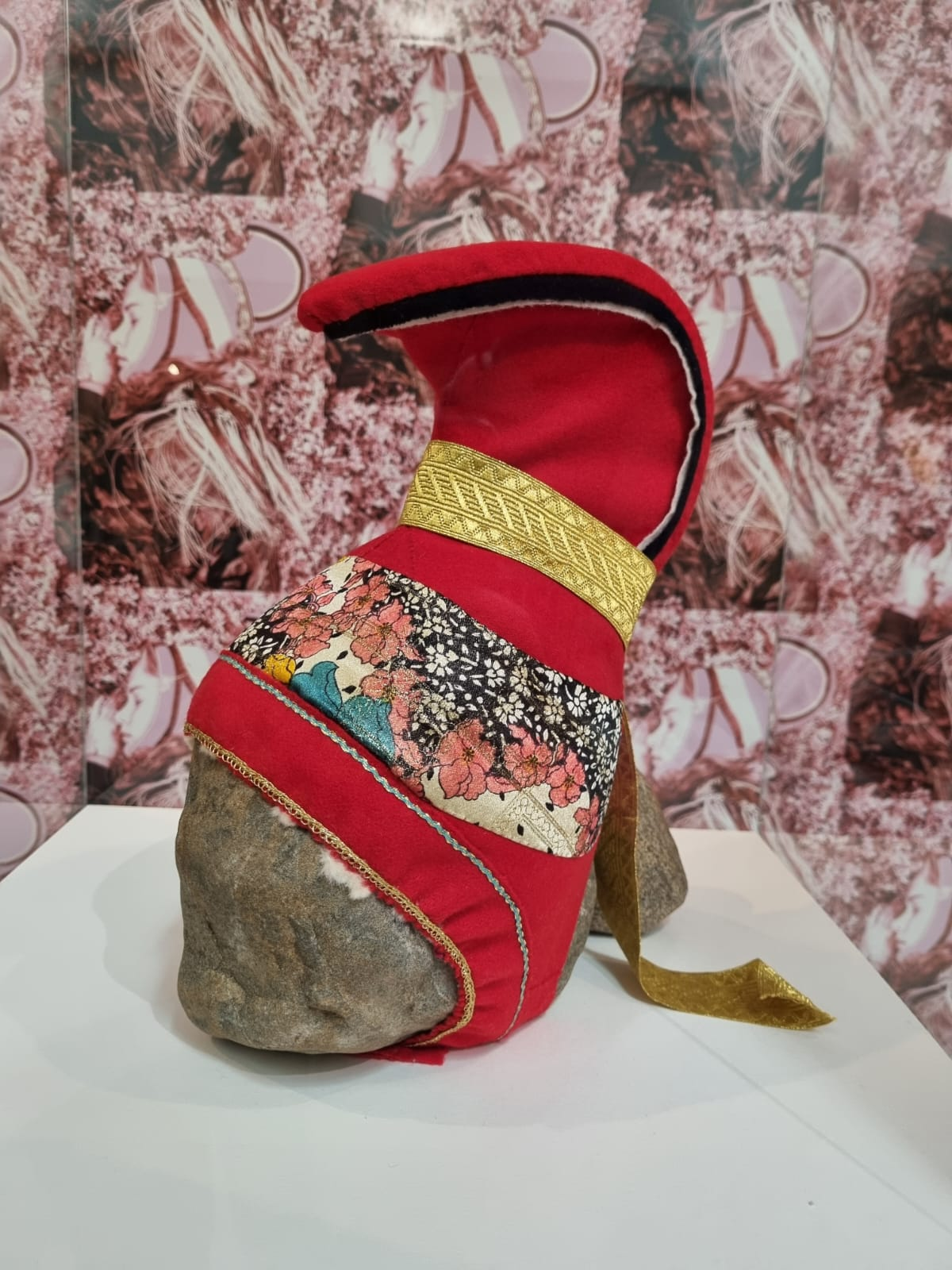
Barret exposat al museu Siida, a Inari

El barret de banya, ladjo o ládju, nom que prové del terme sami septentrional ládjogahpir i sami d'Inari lájukappeer, és un barret tradicional de les dones sami del nord i d'Inari característic per la forma de banya a la part superior. La punta aixecada a la dreta i doblegada cap endavant es talla d'un tronc d'arbre buit, es col·loca a la part posterior del cap i es cobreix amb una tela de colors com la resta del barret.
Els barrets de banya es coneixen a les parts del nord de Lapònia des de l'any 1700 fins al 1900. El tipus de barret era particularment comú a les parts orientals de Finnmark. També s'utilitzava a la Lapònia finlandesa. A partir de la dècada de 1850, els laestadians van condemnar el tocat com un «signe de Satanàs» i el barret va caure en desús a algunes parts de Finnmark durant el segle.